# Marion-Dönhoff-Gymnasium (Hamburg)
Das Marion-Dönhoff-Gymnasium (MDG) ist ein Gymnasium in Hamburg-Blankenese. Die Schule wurde 1890 gegründet und war bis 1968 eine Mädchenschule. Bis 2009 hieß die Schule Gymnasium Willhöden, dann wurde sie nach Marion Dönhoff benannt.

## Geschichte
1890 wurde unter Beteiligung des Theologen Theodor Paulsen in Blankenese eine private Schule für höhere Töchter gegründet. Die Schule hatte ihren Sitz vorerst in angemieteten Räumen, zuerst
in der Norderstraße, dann am Hohen Weg. 1904 beteiligte sich die Gemeinde Blankenese an der Trägerschaft der Schule, die 1906 mit in das neuerbaute Schulgebäude des Realgymnasiums in der Kirschtenstraße 3 einzog, heute Gymnasium Blankenese. 1911 ging die Mädchenschule ganz in öffentliche Trägerschaft über, 1914 erreichte sie den Status eines Lyzeums. 1916 wurde die Schule verstaatlicht, 1927 wurde sie zum Oberlyzeum. Bis 1937 wurde die Schule als städtisches Lyzeum Altona-Blankenese bezeichnet, sechsstufig mit Ausbau zum Oberlyzeum. 1959 zog die Schule auf das heutige Schulgelände und wurde in Gymnasium Willhöden umbenannt. 1968 wurde die Koedukation eingeführt. 2009 benannte sich das Gymnasium Willhöden in „Marion-Dönhoff-Gymnasium“ um.

## Gebäude

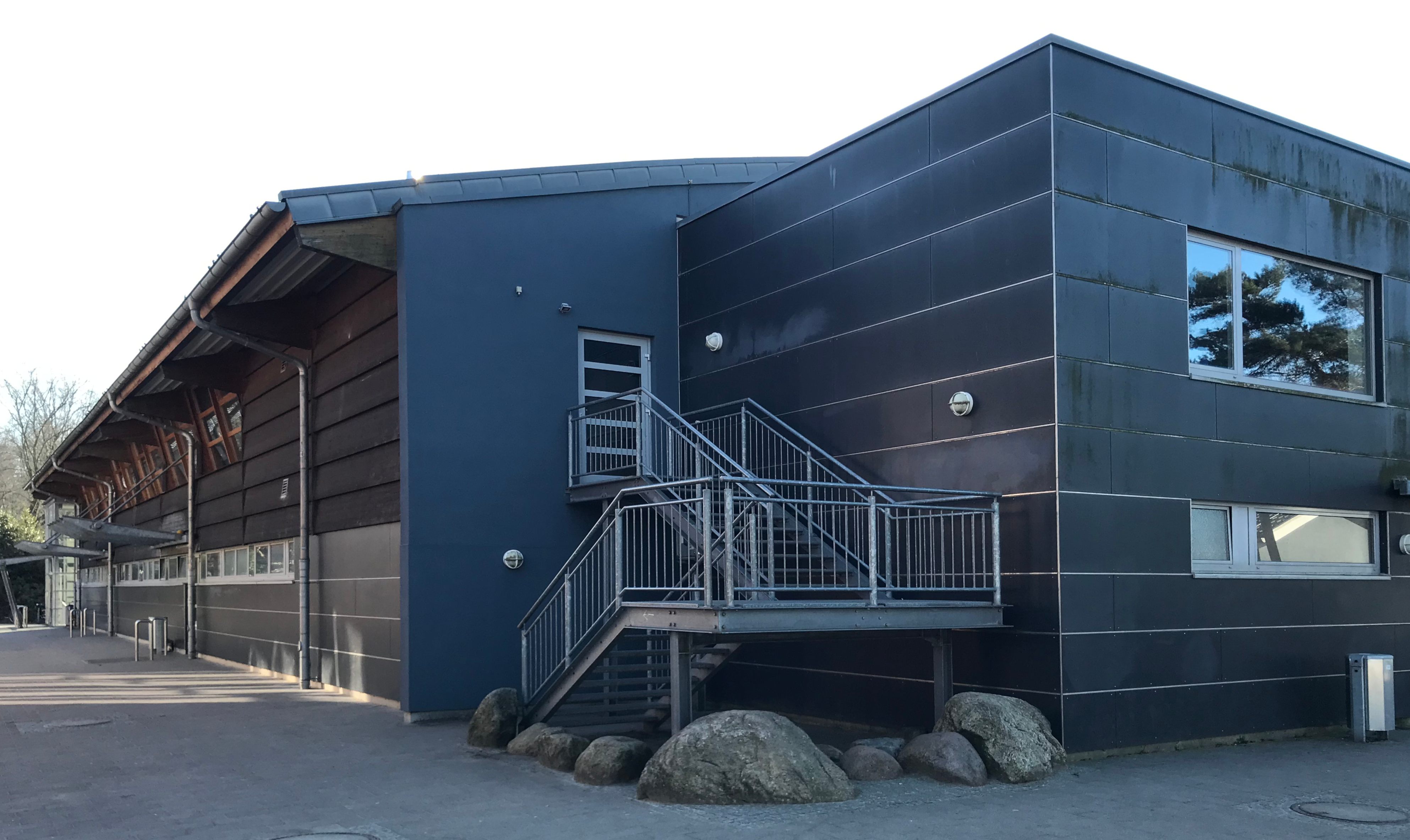
Sporthalle

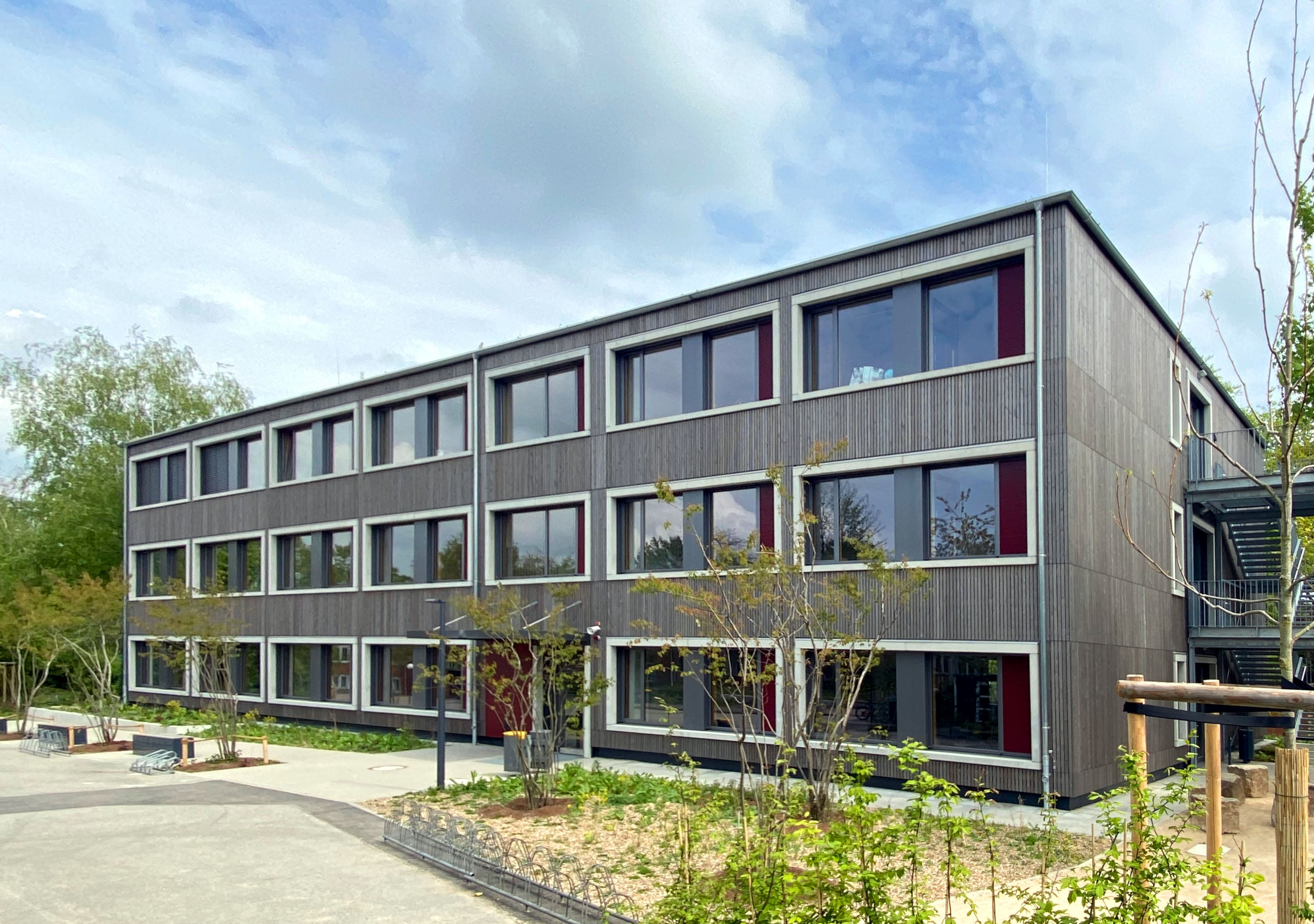
„Hamburger Klassenhaus“ am Marion-Dönhoff-Gymnasium

Die Schule wurde ab 1953 geplant und bis 1959 erbaut, die Entwürfe im Pavillonstil stammten von Paul Seitz. Zeitgleich entwickelte Seitz den Pavillon Typ A als Montagepavillons für den Schulbau, mit dem in wenigen Jahren mehr als 400 Klassenräume errichtet wurden. Die eingeschossigen Gebäude öffnen sich zu den Grünflächen der Umgebung bzw. schließen im Atriumstil kleine Innenhöfe ein. 1966 wurde die Gymnastikhalle (heute Aula) errichtet. In den 1990er Jahren wurden Teile der Schularchitektur wegen Asbestbelastung abgerissen. 2003 wurde eine Drei-Felder-Sporthalle errichtet, die in Kooperation mit dem SV Blankenese betrieben wird. Im Gegenzug beteiligte sich der Sportverein an der Baufinanzierung. 2020 wurde ein dreigeschossiges Fertigmontage-Gebäude vom Typ „Hamburger Klassenhaus“ errichtet.

## Schulprofil
Das Gymnasium bietet in der Oberstufe die Profile:
- „Zukunft Naturwissenschaften“
- „System Erde und Mensch“
- „Künste und Kultur“
- „Gesellschaft in Bewegung“
- „Gesellschaft und Sprache“ (bilinguales Profil)[8]

2009 wurden im Fach Musik freie Werkstätten für die Jahrgänge 7 und 8 eingeführt. Das Konzept wurde 2011 mit dem Europäischen Schulmusikpreis ausgezeichnet.

## Bekannte ehemalige Schüler und Lehrer
- Waltraut Rubien (1927–2017), Pädagogin (Lehrerin am Gymnasium Willhöden)
- Susanne Albrecht (* 1951), ehemalige RAF-Terroristin[10] (Schülerin am Gymnasium Willhöden)
- Birgit Grundmann (* 1959), Juristin und Staatssekretärin (Abitur am Gymnasium Willhöden)
- Walter Scheuerl (* 1961), Jurist und Politiker (1980 Abitur am Gymnasium Willhöden)
- Peter Wenzel (* 1963), Politiker und Staatsrat (1983 Abitur am Gymnasium Willhöden)
- Annette Sabersky (* 1964), Journalistin (1983 Abitur am Gymnasium Willhöden)
- Hartwig Thöne (* 1975), Sportjournalist
- Luisa Neubauer (* 1996), Klimaaktivistin (2014 Abitur am MDG)
- Felix Dautzenberg (* 2004), Sänger (2022 Abitur am MDG)